# International Lawn Tennis Challenge 1900
International Lawn Tennis Challenge 1900 var den första upplagan av det tennisevenemang som numera heter Davis Cup. På Longwood Cricket Club i Boston i delstaten Massachusetts i USA gav USA Brittiska öarna stryk med 3-0 i matcher den 8-10 augusti 1900.

### Fotnoter
1. ↑  ”Davis Cup History” (på engelska). Davis Cup. http://www.daviscup.com/en/organisation/davis-cup-history.aspx. Läst 30 november 2015.